# 巴格南
巴格南（Bagnan），是印度西孟加拉邦Haora县的一个城镇。总人口8779（2001年）。

## 人口
该地2001年总人口8779人，其中男性4448人，女性4331人；0—6岁人口1018人，其中男506人，女512人；识字率67.87%，其中男性为73.72%，女性为61.86%。